# Vratimov
Vratimov település Csehországban, Ostrava városi járásban. Vratimov Sedliště, Václavovice, Šenov, Ostrava és Řepiště településekkel határos. Lakosainak száma 7360 fő (2024. január 1.).

## Népesség
A település lakosságának változását az alábbi diagram mutatja:
| Lakosok száma | 1398 | 2236 | 3227 | 3478 | 7706 | 6456 | 7242 | 7297 | 7276 | 7360 |
|               | 1869 | 1890 | 1921 | 1950 | 1980 | 2001 | 2017 | 2019 | 2022 | 2024 |